# Ines Berwing
Ines Berwing (geboren 1984 in Bad Nauheim) ist eine deutsche Drehbuchautorin, die auch für ihre Lyrik bekannt ist.

## Leben und Werk
Ines Berwing studierte von 2004 bis 2010 in Frankfurt am Main und Freiburg Germanistik und Anglistik und schloss ihr Studium mit einem Magister ab. Ihre Abschlussarbeit behandelte das Verhältnis von Literatur und Film in den 1920er Jahren. Sie begann bereits während dieses Studiums mit dem Schreiben von Drehbüchern und begann 2010 ein Drehbuchstudium an der Deutschen Film- und Fernsehakademie Berlin. Neben dem Schreiben von Drehbüchern verfasst sie auch Lyrik, die bisher nur in Zeitschriften (u. a. Allmende und Kalliope) und im Internet veröffentlicht wurde. Ihr Kurzfilm Eat erhielt das Prädikat „besonders wertvoll“ der Deutschen Film und Medienbewertung und lief international auf zahlreichen Filmfestivals, darunter dem Sitges Festival Internacional de Cinema Fantàstic de Catalunya, den Internationalen Hofer Filmtagen, dem Uppsala International Short Film Festival und dem Bucheon International Fantastic Film Festival. Der Film Bube Stur, zu dem sie gemeinsam mit Moritz Krämer das Drehbuch verfasste, wurde auf der Berlinale 2015 uraufgeführt und auf der Filmschau Baden-Württemberg gezeigt.

## Filmografie
- 2012 Eat. Kurzfilm (6 Minuten)
- 2014 Biester Kurzspielfilm in der Reihe rbb movies (22 Minuten)
- 2015 Bube Stur. Spielfilm (81 Minuten)

## Auszeichnungen

### Für Lyrik
- 2010 Paula Rombach Literaturpreis[6]
- 2015 Wochenend-Stadtschreiber-Stipendium der Zeitschrift BELLA triste

### Für Eat
- 2012 Best Short Film Official European Fantastic Selection des Sitges Festival Internacional de Cinema Fantàstic de Catalunya
- 2013 Murnau Short Film Award
- 2013 Best Short Film Puchon beim Bucheon International Fantastic Film Festival